# Ashton Lambie
Ashton Lambie, né le 12 décembre 1990 à Lincoln, Nebraska, est un coureur cycliste américain. Spécialiste de la piste, il est champion du monde de poursuite en 2021 et est le premier poursuiteur à franchir la barre des 4 minutes dans cette spécialité. Il pratique également le gravel et l'ultra distance.

## Biographie
Ashton Lambie est de profession mécanicien de vélo. Il pratique la discipline à l'origine principalement avec un gravel (sur des routes non asphaltées), un mouvement cycliste alternatif. En 2015, il établit un nouveau record (24 h 53) sur le Crossing Kansas. L'année suivante, il termine deuxième du championnat du monde de gravel et sixième du Dirty Kanza. De plus, il devient sur piste champion du Kansas du scratch et du kilomètre. En 2017, il est quintuple champion de Floride sur piste. Au vu de ses succès, il participe à de plus en plus de compétitions sur piste, y compris au niveau international.
En 2017, il est qualifié pour les championnats des États-Unis sur piste. Il crée la surprise en devenant champion des États-Unis de poursuite individuelle et vice-champion de la course aux points et de l'omnium. Le succès surprenant pour un athlète amateur lui vaut une comparaison avec l'équipe jamaïcaine de bobsleigh lors de sa qualification pour les Jeux olympiques d'hiver de 1998. Il est ensuite sélectionné pour ses premières courses internationales sur piste. Aux championnats panaméricains de la même année, il termine cinquième de la poursuite individuelle. Lors de la manche de Santiago de la Coupe du monde  2017-2018, il remporte le bronze de la poursuite par équipes avec les États-Unis. Lors de manche de Minsk, il se classe cinquième de la poursuite et à la septième place du classement final de la spécialité.
Lors des championnats panaméricains 2018, il devient double champion panaméricain. Il crée la surprise en battant en qualification le record du monde de poursuite individuelle. Il bat de plus trois secondes le précédent record de Jack Bobridge en réalisant 4 min 7 s 251 contre 4 min 10 s 534 sur la piste d'Aguascalientes réputée très rapide en raison de l'altitude. En finale, il bat son compatriote Gavin Hoover. Il décroche également l'or en poursuite par équipes, avec Eric Young, Colby Lange et Gavin Hoover.
En mai 2019, Lambie remporte le Dirty Kanza (en), une course d'ultra endurance sur gravel, disputée sur 100 miles. En septembre, lors des championnats panaméricains, il décroche trois médailles, dont deux en or sur la poursuite individuelle et le scratch. Lors du tournoi de poursuite, il bat à deux reprises son record du monde, réalisant 4 min 6 s 407, puis 4 min 5 s 423,. Ce record est battu à deux reprises le 3 novembre 2019 par Filippo Ganna, qui réalise 4 min 4 s 252, puis 4 min 2 s 647.
En février 2020, il devient vice-champion de monde de poursuite après avoir perdu en finale face à Filippo Ganna.
Il ne participe aux Jeux olympiques de Tokyo, l'équipe de poursuite américaine ayant échoué à se qualifier. Le 18 août 2021, il devient le premier homme à passer sous les quatre minutes en poursuite individuelle sur 4 000 m en réalisant 3 min 59 s 930 sur le vélodrome d'Aguascalientes. Ce record est dans un premier non-homologué, ayant eu lieu hors compétition et à 1 800 m d'altitude,, avant que l'Union cycliste internationale n'en fasse la nouvelle référence. Quatre mois plus tard, il remporte le championnat du monde de poursuite à Roubaix.
En mars 2022, il annonce mettre de côté le cyclisme sur piste pour se concentrer à l'ultracyclisme et au gravel.

## Vie privée
Ashton Lambie est en couple avec la cycliste et astronaute Christina Birch.

## Palmarès sur piste

### Championnats du monde
| Édition / Épreuve | Poursuite individuelle | Poursuite par équipes |
| Apeldoorn 2018    | 7e                     | 13e                   |
| Pruszków 2019     | 5e                     | 11e                   |
| Berlin 2020       | Argent                 |                       |
| Roubaix 2021      | Or                     |                       |

### Coupe du monde
- 2017-2018
  - 3e de la poursuite par équipes à Santiago
- 2018-2019
  - 1er de la poursuite par équipes à Londres (avec Daniel Bigham, John Archibald et Jonathan Wale)
  - 2e de la poursuite par équipes à Hong Kong
- 2019-2020
  - 3e de la poursuite à Minsk

### Coupe des nations
- 2021
  - 1er de la poursuite à Hong Kong

### Jeux panaméricains
- Lima 2019
  -  Médaillé d'or de la poursuite par équipes (avec Adrian Hegyvary, John Croom et Gavin Hoover)

### Championnats panaméricains
- Aguascalientes 2018
  -  Champion panaméricain de poursuite individuelle
  -  Champion panaméricain de poursuite par équipes (avec Eric Young, Colby Lange et Gavin Hoover)
- Cochabamba 2019
  -  Champion panaméricain de poursuite individuelle
  -  Médaillé d'argent de la poursuite par équipes

### Championnats des États-Unis
- 2017
  -  Champion des États-Unis de poursuite individuelle
  - 2e de la course aux points
  - 2e de l'omnium
- 2018
  -  Champion des États-Unis de poursuite individuelle
  -  Champion des États-Unis de poursuite par équipes (avec Adrian Hegyvary, Gavin Hoover et Shane Kline)
  - 3e de l'omnium
- 2019
  -  Champion des États-Unis de poursuite individuelle
  -  Champion des États-Unis de poursuite par équipes (avec Colby Lange, Grant Koontz et Shane Kline)

## Palmarès sur route
- 2019
  - 2e (contre-la-montre) et 3e étapes du Tour de Husker